# American Le Mans Series 2005
Navigation
Édition précédente Édition suivante
L'American Le Mans Series 2005 a été la septième saison de ce championnat.

## Calendrier
| Manche | Course                              | Circuit                        | Date        |
| ------ | ----------------------------------- | ------------------------------ | ----------- |
| 1      | 12 Heures de Sebring                | Sebring                        | 19 mars     |
| 2      | Sportsbook.com Grand Prix d'Atlanta | Road Atlanta                   | 17 avril    |
| 3      | American Le Mans at Mid-Ohio        | Mid-Ohio                       | 22 mai      |
| 4      | New England Grand Prix              | Lime Rock Park                 | 4 juillet   |
| 5      | Grand Prix de Sonoma                | Infineon Raceway               | 17 juillet  |
| 6      | Portland Grand Prix                 | Portland International Raceway | 30 juillet  |
| 7      | Road America 500                    | Road America                   | 21 août     |
| 8      | Grand Prix de Mosport               | Mosport                        | 4 septembre |
| 9      | Petit Le Mans                       | Road Atlanta                   | 1er octobre |
| 10     | Monterey Sports Car Championships   | Mazda Raceway Laguna Seca      | 16 octobre  |

## Résultats
Les vainqueurs du classement général de chaque manche sont inscrits en caractères gras.
| Manche | Circuit      | Équipe victorieuse LMP1              | Équipe victorieuse LMP2              | Équipe victorieuse GT1                       | Équipe victorieuse GT2                   | Résultats |
| Manche | Circuit      | Pilotes victorieux LMP1              | Pilotes victorieux LMP2              | Pilotes victorieux GT1                       | Pilotes victorieux GT2                   | Résultats |
| ------ | ------------ | ------------------------------------ | ------------------------------------ | -------------------------------------------- | ---------------------------------------- | --------- |
| 1      | Sebring      | #1 ADT Champion Racing               | #10 Miracle Motorsports              | #57 Aston Martin Racing                      | #31 Petersen/White Lightning             | Résultats |
| 1      | Sebring      | JJ Lehto Marco Werner Tom Kristensen | Jeff Bucknum Chris McMurry Ian James | Darren Turner David Brabham Stéphane Ortelli | Jörg Bergmeister Patrick Long Lucas Luhr | Résultats |
| 2      | Road Atlanta | #1 ADT Champion Racing               | #37 Telesis Intersport Racing        | #3 Corvette Racing                           | #50 Panoz Motorsports                    | Résultats |
| 2      | Road Atlanta | JJ Lehto Marco Werner                | Jon Field Clint Field                | Ron Fellows Johnny O'Connell                 | Bill Auberlen Robin Liddell              | Résultats |
| 3      | Mid-Ohio     | #16 Dyson Racing                     | #8 B-K Motorsports†                  | #3 Corvette Racing                           | #23 Alex Job Racing                      | Résultats |
| 3      | Mid-Ohio     | Butch Leitzinger James Weaver        | James Bach Guy Cosmo                 | Ron Fellows Johnny O'Connell                 | Timo Bernhard Romain Dumas               | Résultats |
| 4      | Lime Rock    | #1 ADT Champion Racing               | #10 Miracle Motorsports              | #4 Corvette Racing                           | #23 Alex Job Racing                      | Résultats |
| 4      | Lime Rock    | JJ Lehto Marco Werner                | Jeff Bucknum Chris McMurry           | Oliver Gavin Olivier Beretta                 | Timo Bernhard Romain Dumas               | Résultats |
| 5      | Infineon     | #2 ADT Champion Racing               | #37 Intersport Racing                | #3 Corvette Racing                           | #23 Alex Job Racing                      | Résultats |
| 5      | Infineon     | Frank Biela Emanuele Pirro           | Clint Field Liz Halliday             | Ron Fellows Johnny O'Connell                 | Timo Bernhard Romain Dumas               | Résultats |
| 6      | Portland     | #2 ADT Champion Racing               | #37 Intersport Racing                | #4 Corvette Racing                           | #23 Alex Job Racing                      | Résultats |
| 6      | Portland     | Frank Biela Emanuele Pirro           | Gregor Fisken Clint Field            | Oliver Gavin Olivier Beretta                 | Timo Bernhard Romain Dumas               | Résultats |
| 7      | Road America | #2 ADT Champion Racing               | #10 Miracle Motorsports              | #4 Corvette Racing                           | #31 Petersen/White Lightning             | Résultats |
| 7      | Road America | Frank Biela Emanuele Pirro           | Jeff Bucknum Chris McMurry           | Oliver Gavin Olivier Beretta                 | Jörg Bergmeister Patrick Long            | Résultats |
| 8      | Mosport      | #16 Dyson Racing                     | #37 Intersport Racing                | #4 Corvette Racing                           | #31 Petersen/White Lightning             | Résultats |
| 8      | Mosport      | Butch Leitzinger James Weaver        | Clint Field Liz Halliday             | Oliver Gavin Olivier Beretta                 | Jörg Bergmeister Patrick Long            | Résultats |
| 9      | Road Atlanta | #2 ADT Champion Racing               | #37 Intersport Racing                | #4 Corvette Racing                           | #31 Petersen/White Lightning             | Résultats |
| 9      | Road Atlanta | Frank Biela Emanuele Pirro           | Jon Field Clint Field Liz Halliday   | Oliver Gavin Olivier Beretta Jan Magnussen   | Jörg Bergmeister Patrick Long            | Résultats |
| 10     | Laguna Seca  | #15 Zytek Engineering                | #6 Penske Racing                     | #4 Corvette Racing                           | #31 Petersen/White Lightning             | Résultats |
| 10     | Laguna Seca  | Tom Chilton Hayanari Shimoda         | Lucas Luhr Sascha Maassen            | Oliver Gavin Olivier Beretta                 | Jörg Bergmeister Patrick Long            | Résultats |

† - La voiture N°8 de B-K Motorsports ne finit pas la course mais a parcouru assez de tours pour marquer des points.

## Classement écuries

### Classement LMP1
| Pos. | Écurie              | Châssis                | Moteur                      | 1  | 2  | 3  | 4  | 5  | 6  | 7  | 8  | 9  | 10 | Total |
| ---- | ------------------- | ---------------------- | --------------------------- | -- | -- | -- | -- | -- | -- | -- | -- | -- | -- | ----- |
| 1    | ADT Champion Racing | Audi R8                | Audi 3.6L Turbo V8          | 26 | 20 | 13 | 20 | 20 | 20 | 20 | 16 | 26 | 19 | 200   |
| 2    | Dyson Racing        | MG-Lola EX257          | MG (AER) XP20 2.0L Turbo I4 | 19 | 16 | 20 | 13 | 16 | 16 | 16 | 20 | 22 | 16 | 174   |
| 3    | Autocon Motorsports | Riley & Scott Mk III C | Élan 6L8 6.0L V8            |    |    |    |    |    | 10 | 10 |    | 16 | 9  | 45    |
| 4    | Zytek Motorsports   | Zytek 04S              | Zytek ZG348 3.4L V8         |    |    | 10 |    |    |    |    |    |    | 23 | 33    |

### Classement LMP2
| Pos. | Écurie               | Châssis                 | Moteur                                   | 1  | 2  | 3  | 4  | 5  | 6  | 7  | 8  | 9  | 10 | Total |
| ---- | -------------------- | ----------------------- | ---------------------------------------- | -- | -- | -- | -- | -- | -- | -- | -- | -- | -- | ----- |
| 1    | Intersport Racing    | Lola B2K/40 Lola B05/40 | Judd KV675 3.4L V8 AER P07 2.0L Turbo I4 |    | 20 | 16 |    | 20 | 20 |    | 20 | 26 | 11 | 133   |
| 2    | Miracle Motorsports  | Courage C65             | AER P07 2.0L Turbo I4                    | 26 |    |    | 20 | 16 |    | 20 | 16 |    | 19 | 117   |
| 3    | B-K Motorsports      | Courage C65             | Mazda R13B 1.3L 2-rotor                  |    | 16 | 20 |    | 13 | 16 |    | 13 | 2  | 16 | 116   |
| 4    | Van der Steur Racing | Lola B2K/40             | AER P07 2.0L Turbo I4                    |    | 13 |    | 16 |    |    | 16 |    |    | 13 | 58    |
| 5    | Penske Racing        | Porsche RS Spyder       | Porsche MR6 3.4L V8                      |    |    |    |    |    |    |    |    |    | 23 | 23    |
| 6    | BAT Competition      | Lola B2K/40             | AER P14 3.0L V6                          |    |    |    |    |    |    |    |    | 19 |    | 19    |

### Classement GT1
| Pos. | Écurie                    | Châssis                 | Moteur                | 1  | 2  | 3  | 4  | 5  | 6  | 7  | 8  | 9  | 10 | Total |
| ---- | ------------------------- | ----------------------- | --------------------- | -- | -- | -- | -- | -- | -- | -- | -- | -- | -- | ----- |
| 1    | Corvette Racing           | Chevrolet Corvette C6.R | Chevrolet 7.0L V8     | 22 | 20 | 20 | 20 | 20 | 20 | 20 | 20 | 26 | 23 | 211   |
| 2    | ACEMCO Motorsports        | Saleen S7R              | Ford 7.0L V8          | 16 | 10 | 13 | 13 | 13 |    | 6  | 13 | 19 | 11 | 114   |
| 3    | Carsport America          | Dodge Viper GTS-R       | Dodge 8.0L V10        | 10 | 6  | 6  |    | 8  | 8  | 10 | 8  | 10 | 9  | 75    |
| 4    | Pacific Coast Motorsports | Chevrolet Corvette C5.R | Chevrolet 7.0L V8     | 12 | 8  | 10 | 8  | 6  | 13 | 8  |    |    |    | 65    |
| 5    | Aston Martin Racing       | Aston Martin DBR9       | Aston Martin 6.0L V12 | 26 |    |    |    |    |    |    |    | 22 | 16 | 64    |

- Note - Même si Maserati Corse a été autorisé à courir avec une Maserati MC12 non homologuée, l'écurie ne marque pas de points au championnat.

### Classement GT2
| Pos. | Écurie                    | Châssis               | Moteur              | 1  | 2  | 3  | 4  | 5  | 6  | 7  | 8  | 9  | 10 | Total |
| ---- | ------------------------- | --------------------- | ------------------- | -- | -- | -- | -- | -- | -- | -- | -- | -- | -- | ----- |
| 1    | Petersen/White Lightning  | Porsche 911 GT3-RSR   | Porsche 3.6L Flat-6 | 26 | 13 | 16 | 16 | 16 | 3  | 20 | 20 | 26 | 23 | 179   |
| 2    | Alex Job Racing           | Porsche 911 GT3-RSR   | Porsche 3.6L Flat-6 |    | 16 | 20 | 20 | 20 | 20 | 16 | 16 | 22 | 11 | 161   |
| 3    | Flying Lizard Motorsports | Porsche 911 GT3-RSR   | Porsche 3.6L Flat-6 | 19 | 10 | 6  | 13 | 10 | 13 | 13 | 10 | 19 | 13 | 126   |
| 4    | BAM!                      | Porsche 911 GT3-RSR   | Porsche 3.6L Flat-6 |    | 4  | 8  | 2  | 13 | 16 | 10 | 13 | 14 | 16 | 96    |
| 5    | J3 Racing                 | Porsche 911 GT3-RSR   | Porsche 3.6L Flat-6 | 22 | 6  | 13 | 8  | 6  | 6  | 2  | 8  | 12 | 9  | 92    |
| 6    | Panoz Motor Sports        | Panoz Esperante GT-LM | Ford (Elan) 5.0L V8 |    | 20 | 10 | 6  | 8  | 10 | 8  | 4  |    | 19 | 85    |
| 7    | The Racer's Group (TRG)   | Porsche 911 GT3-RSR   | Porsche 3.6L Flat-6 | 16 |    |    |    |    |    |    |    |    |    | 16    |
| 8    | IN2 Racing                | Porsche 911 GT3-RSR   | Porsche 3.6L Flat-6 | 14 |    |    |    |    |    |    |    |    |    | 14    |
| 9    | ZIP Racing                | Porsche 911 GT3-R     | Porsche 3.6L Flat-6 | 12 |    |    |    |    |    |    |    |    |    | 12    |